# Arthrocnodax rutherfordi
Arthrocnodax rutherfordi är en tvåvingeart som beskrevs av Ephraim Porter Felt 1915. Arthrocnodax rutherfordi ingår i släktet Arthrocnodax och familjen gallmyggor.
Artens utbredningsområde är Sri Lanka. Inga underarter finns listade i Catalogue of Life.